# Луїс Ріоха
Луїс Ріоха (ісп. Luis Rioja, нар. 16 жовтня 1993, Лас-Кабесас-де-Сан-Хуан) — іспанський футболіст, фланговий півзахисник «Валенсії».

## Ігрова кар'єра
Народився 16 жовтня 1993 року в місті Лас-Кабесас-де-Сан-Хуан. Вихованець футбольної школи місцевого «Кабесенсе». Дорослу футбольну кар'єру розпочав 2012 року в основній команді того ж клубу, в якій провів один сезон.
Наступними командами в ігровій кар'єрі футболіста були «Реал Мадрид C», «Сельта Б», «Марбелья» та «Альмерія».
2019 року приєднався до «Алавеса».